# Andrea Lewis
Andrea Derrire Lewis (ur. 15 sierpnia 1985 w Pickering) – kanadyjska aktorka i piosenkarka. W kanadyjskim serialu młodzieżowym Degrassi: Nowe pokolenie wciela się w postać Hazel.

## Filmografia
- 2002: Kadet Kelly (Cadet Kelly) jako Carla Hall
- 2001: Degrassi: Nowe pokolenie (Degrassi: The Next Generation) jako Hazel Aden
- 2000: Natalie Cole: Wyśpiewać miłość (Livin' for Love: The Natalie Cole Story)

## Dyskografia
- 2005: Float Away